# 滨淮镇
滨淮镇，是中华人民共和国江苏省盐城市滨海县下辖的一个乡镇级行政单位。

## 行政区划
滨淮镇下辖以下地区：
新岭社区、康庄社区、沈滩村、建西村、东滨村、合新村、建东村、双舍村、河西村、双树村、硝场村、公裕村、长兴村、建民村、新垦村、东罾村、新生村、玉华村、玉龙村、樊集村、陆塘村、新圩村、山星村、梁港村、倪滩村、城门村、临淮村和双建村。